# Black Dress
«Black Dress» es una canción grabada por el grupo femenino surcoreano CLC, escrita y poducida por Cho Sung-ho, Ferdy, Kang Dong-Ha y Yeeun. Fue lanzada el 22 de febrero de 2018 como el sencillo principal de su séptimo EP homónimo, Black Dress. Un vídeo musical de la canción también fue lanzado el 22 de febrero.

## Antecedentes y composición
El 18 de febrero de 2020, CLC reveló la lista de canciones oficiales de lo que sería su séptimo EP titulado Black Dress. Este álbum contaría con cinco pistas incluyendo la canción principal titulada también «Black Dress», junto a la pista de prelanzamiento, «To The Sky». El 20 de febrero a la medianoche, CLC reveló un audio adelanto de su séptimo miniálbum, dando a conocer parte de su sencillo principal.
El 22 de febrero CLC hizo su regreso con su séptimo miniálbum y el vídeo musical para su canción principal del mismo nombre. «Black Dress» es una canción hip-hop con elementos de EDM. La letra describe el deseo de una mujer de seducir a su interés amoroso, haciendo una analogía con un vestido negro.
La letra fue escrita por Cho Sung-ho, Ferdy, Kang Dong-Ha y Yeeun, esta última miembro y rapera del grupo. Ellos mismos, a excepción de Yeeun, participaron en la composición y producción del tema.

## Vídeo musical
El 21 de febrero se reveló el teaser del vídeo musical, en donde se puede ver a la miembro más joven del grupo, Eunbin, haciendo una demostración de sus habilidades de pole dance, mientras las otras integrantes la observan, sentadas junto a una mesa. El vídeo transmite un concepto oscuro y elegante a la vez.
El 22 de febrero se lanzó de manera simultánea, tanto en la página oficial de YouTube de CLC como en la cuenta del canal surcoreano de distribución 1theK, el vídeo musical de «Black Dress», una canción con un ritmo pesado y un sonido adictivo. Este fue dirigido por Kim Ji-hoon.

### Vídeo de práctica
El 27 de febrero, la cuenta oficial de Cube Entertainment publicó el vídeo de práctica de la coreografía de la canción.

## Promoción
Las promociones en los programas de música de Corea del Sur comenzaron el mismo 22 de febrero, en el programa M! Countdown del canal Mnet, donde interpretaron la canción por primera vez en vivo. Luego, durante dos semanas, se presentaron en Inkigayo, Show Champion, Show! Music Core y en The Show.
El 18 de mayo, CLC presentó la canción en vivo en Tailandia en el KBank Siam Pic-Ganesha Theatre, en la premiación Daradaily Awards 2018. El 12 de julio presentaron una versión especial de la canción en Taipéi, en el marco del programa M! Countdown.

## Posicionamiento en listas
| Lista (2018)                             | Mejor posición |
| ---------------------------------------- | -------------- |
| Estados Unidos (Billboard Digital Songs) | 5              |

## Historial de lanzamiento
| País          | Fecha                 | Formato                    | Sello              | Ref.   |
| ------------- | --------------------- | -------------------------- | ------------------ | ------ |
| Corea del Sur | 22 de febrero de 2018 | Descarga digital streaming | Cube Entertainment | [ 15 ] |
| Varios        | 22 de febrero de 2018 | Descarga digital streaming | Cube Entertainment | [ 15 ] |